# Santi Gervasio e Protasio (Nadro)
Die Kirche Santi Gervasio e Protasio befindet sich in der zur Gemeinde Ceto gehörenden Fraktion Nadro, in der Mitte des Valcamonica in der Provinz Brescia.

## Beschreibung
Der Forscher Alessandro Sina glaubt, dass die Gründung den Mönchen von Tours zuzuschreiben ist, die im 8. Jahrhundert im Valle Camonica anwesend waren. Sie ist in Ost-West-Richtung ausgerichtet, mit dem Eingang nach Westen.
Die Kirche wurde im 16. Jahrhundert nach dem Besuch von Karl Borromäus im Valle Camonica umgebaut: Es wurde angeordnet die Südtür der Kirche zu schließen, den Eingang der Kirche mit Toren zu schließen, die Kirchenbänke zwischen Männern und Frauen aufzuteilen und die Kapelle von San Rocco, die unter der Obhut der Disciplini von Nadro war, umzubauen und in der Sakristei alle Grabstätten zu beseitigen. Der heute leicht geneigte Glockenturm trägt das Datum 1611.
Daran erinnert auch:

“palcum cum Ecclesia sit hominum capax tollatur (...) eo qui homines ex eo proiiciunt nives, saxa et sputa mulieribus.”

„Da die Kirche fähig genug ist, die Männer zu fassen, soll die Veranda weggenommen werden (...) denn die Männer werfen Schnee, Steine und Spucken auf die Frauen“

In der Kirche befindet sich eine Kreuzigung von Grazio Cossali, signiert und datiert 1615.
Am 19. Mai 1683 begannen die Arbeiten an der Erweiterung in der heutigen Form. Wie in einem Dokument der „Vicinia“ ersichtlich ist, wurden die Arbeiten am 9. April 1691 beendet. Im Jahr 1895 gab es einen verheerenden Brand, der das Bauwerk verwüstete. Im folgenden Jahr wurde der Maler Antonio Guadagnini aus Esine beauftragt, die Pfarrkirche mit Fresken zu versehen.

## Galerie

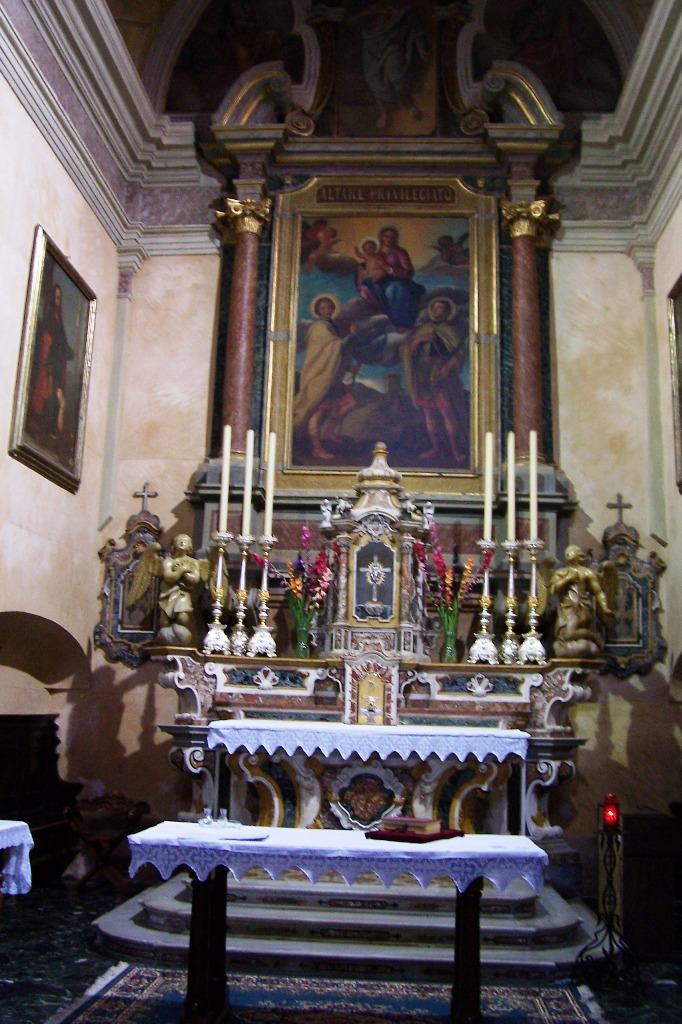
Hauptaltar
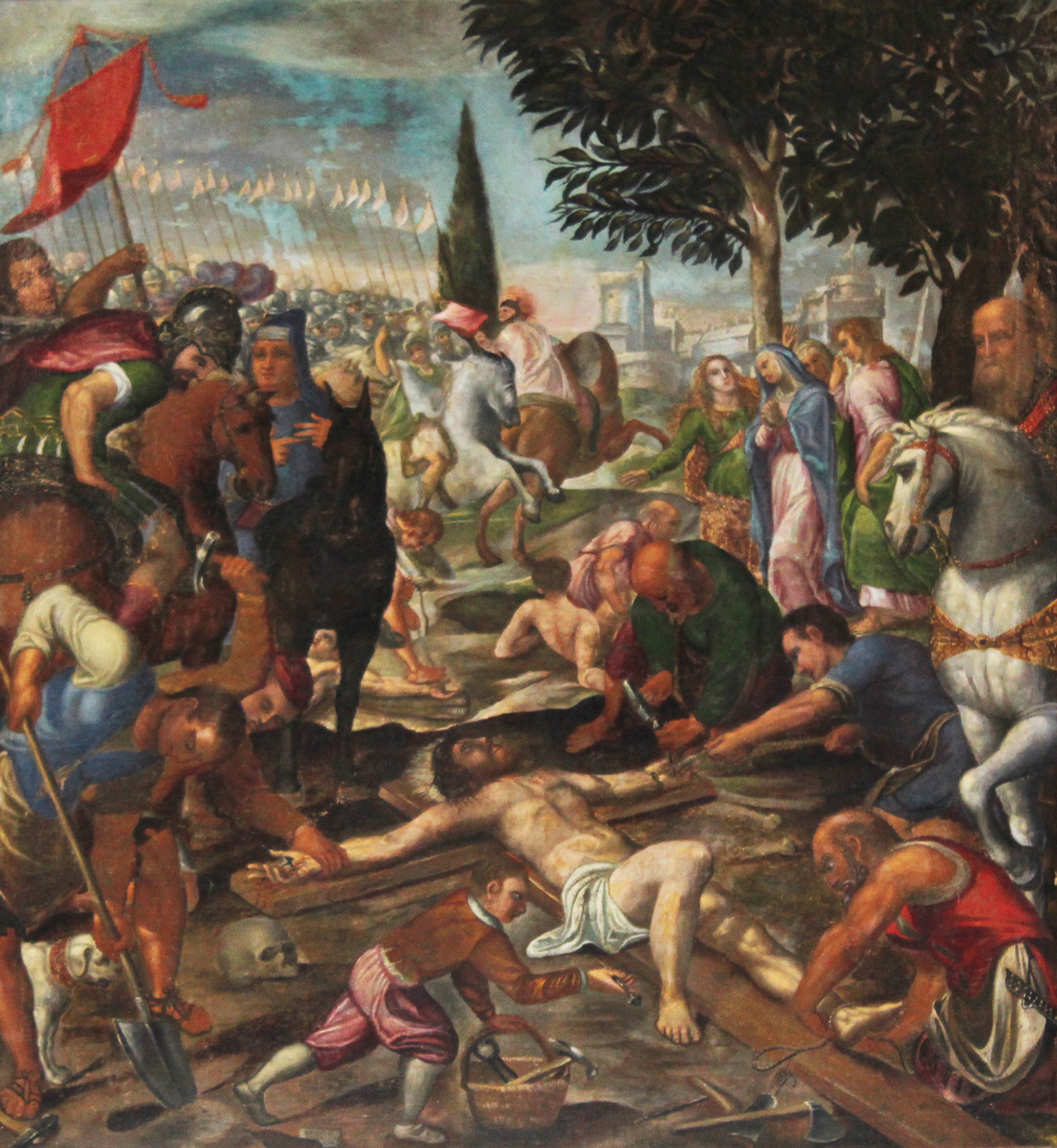
Kreuzigung von Grazio Cossali, 1615
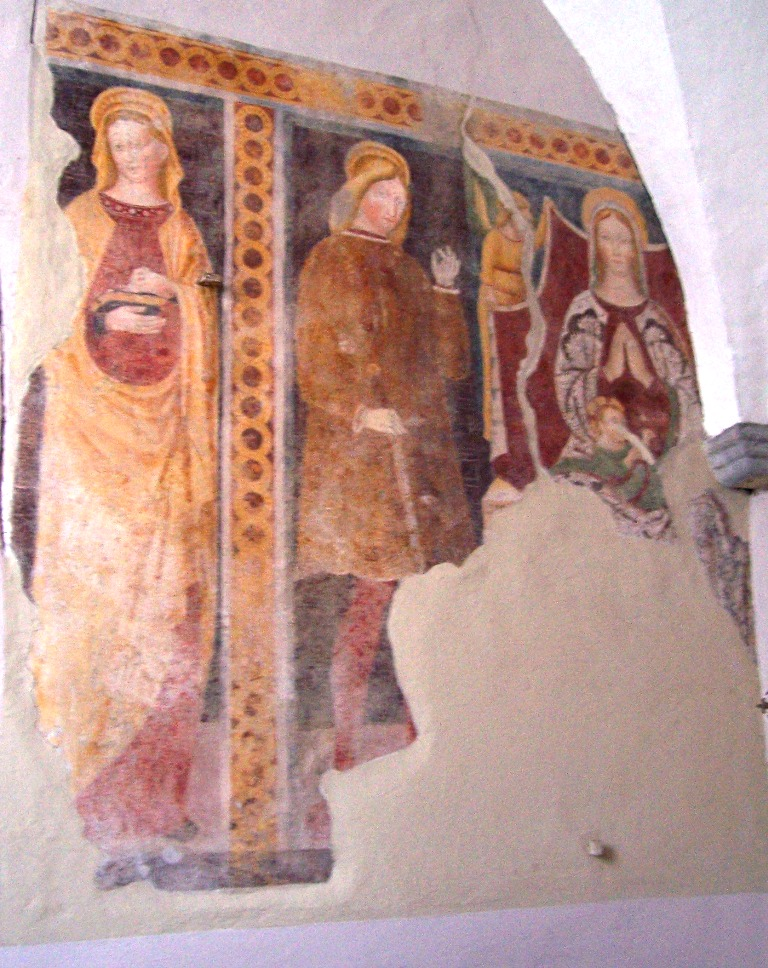
Fresko der Kapelle von San Rocco
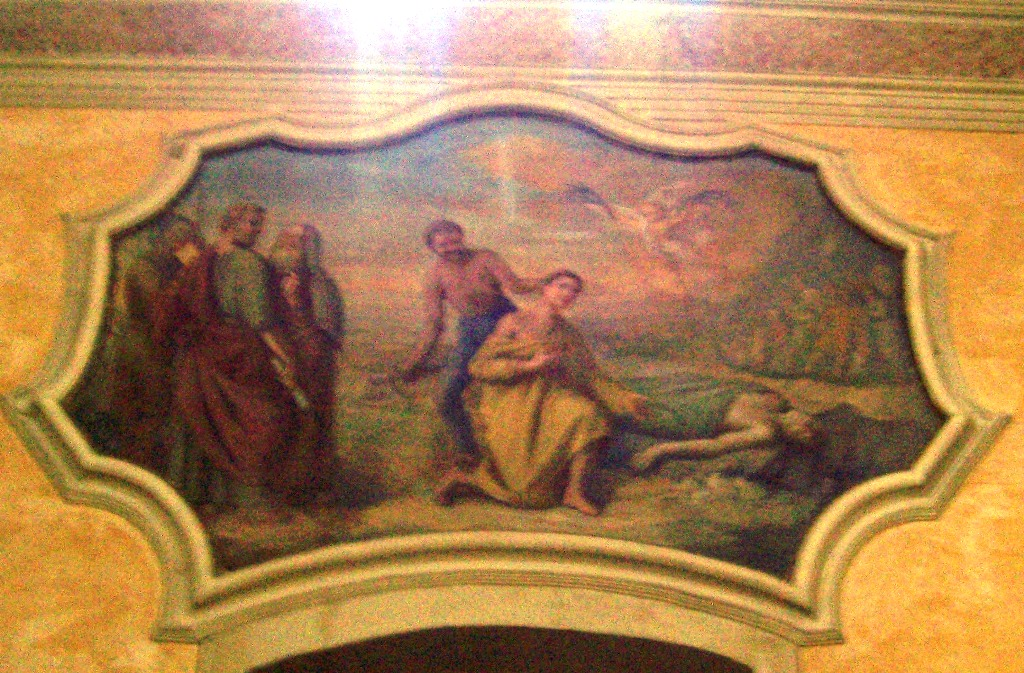
Martyrium der Heiligen Gervasius und Protasius
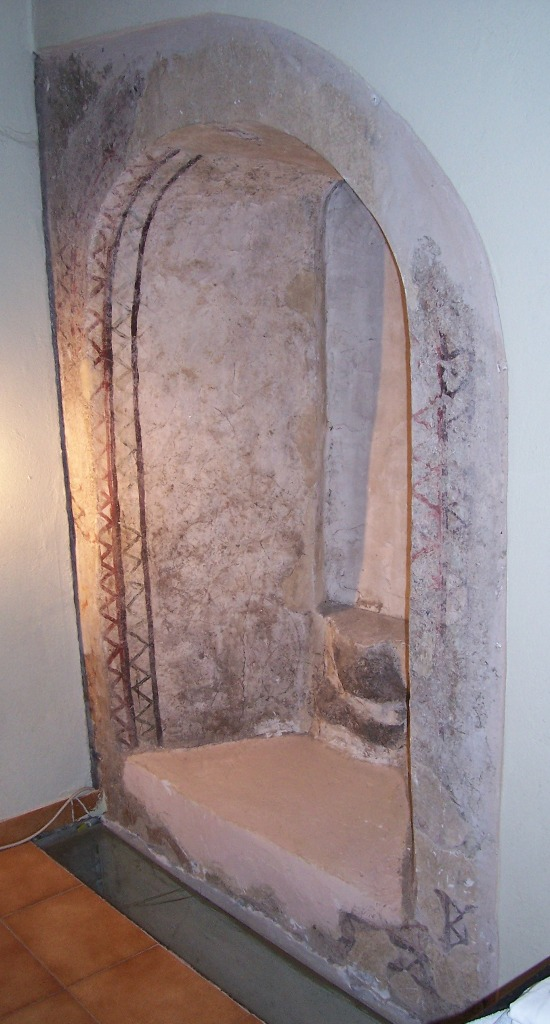
Ehemaliges Fenster, das sich jetzt in die Innenwand des Pfarrhauses befindet.